# Notomegabalanus kensleyi
Notomegabalanus kensleyi is een zeepokkensoort uit de familie van de Balanidae. De wetenschappelijke naam van de soort is voor het eerst geldig gepubliceerd in 1990 door Pether.